# Freyella heroina
Freyella heroina is een zeester uit de familie Freyellidae.
De wetenschappelijke naam van de soort werd in 1889 gepubliceerd door Percy Sladen.